# Guy Epaud
Pour les articles homonymes, voir Épaud.
Guy Epaud, né le 21 septembre 1936 à Saint-Vallier (Charente), est un coureur cycliste français. Professionnel durant les années 1960, il a participé à deux éditions du Tour de France,.

## Palmarès
- Amateur
  - 1954-1959 : 27 victoires
- 1960
  - 2e de Poitiers-Saumur-Poitiers
- 1961
  - 1reb et 2eb étapes de la Route de France
  - Grand Prix de la Tomate
  - 2e du Prix Albert-Gagnet
- 1962
  - 3e du Grand Prix cycliste de Mende
- 1963
  - 2e étape du Tour de France (contre-la-montre par équipes)
- 1964
  - 2e du Grand Prix de la Trinité

## Résultats sur les grands tours

### Tour de France
2 participations
- 1963 : 48e, vainqueur de la 2eb étape (contre-la-montre par équipes)
- 1964 : 34e